# 坂本一生
坂本 一生（さかもと いっせい、1971年4月20日 - ）は、日本のタレント。
旧芸名は、新加勢 大周、坂本 一世（読み同じ）、大旗 一生。2023年現在、ウエイト・トレーニングインストラクター、実業家。加勢大周とは別人。

## 経歴
千葉商科大学付属高等学校時代は水泳部に所属し背泳ぎで活躍。高校卒業後、2年間オーストラリアのブリスベンに留学。
加勢大周が1991年4月に当時所属していた事務所「インターフェイスプロジェクト」から独立しようとした際、芸名「加勢大周」の所有権を巡り裁判沙汰となった（認められなかったが、事務所側は芸名を商標登録出願していた）。インターフェイスプロジェクトは一審では勝訴したが控訴審では逆に敗訴となり、最終的に加勢側の勝訴が確定してしまう。
裁判で事務所の敗訴が確定した直後、ちょうど留学先から帰国した新加勢大周は成田国際空港でインターフェイスプロジェクトからスカウトされ、1993年7月7日、加勢大周に対抗する形で新たに「新加勢大周」と名付けられデビューした。ただ、加勢大周をも巻き込んでの騒動となったため、今後の行く末を案じた森繁久彌や二谷英明ら日本映画俳優協会の重鎮らが事務所側を説得に当たったことで事務所側が折れ、7月27日に現在の「坂本一生」に改名した（芸名は坂本龍馬にちなむ）。同年、「新・○○」で第10回新語・流行語大賞新語部門・銀賞受賞。
「坂本一生」に改名した直後に音楽ユニット維新組を結成して「日本青年館」でデビューライブを開催した。同ユニットではフジテレビのイベント期間限定番組『LIVE UFO』でレギュラー出演するなど好調な走りだしだった。1995年12月24日号、週刊女性にて袋綴じヘアヌードを披露。4年ほど活動したのち芸能界を離れる。後年、この間の芸能活動について「すぐに改名させられて、あれは何だったんだという気持ち」や「体育会系の仕事ばかりで、その上とにかく明るい安村と同じで真冬でもタンクトップ姿できつかった」と振り返っている。だが､この時期が人生で1番モテておりシティーハンターの冴羽獠みたいにとにかく女性をナンパしていたと自身も語っている｡
天龍源一郎のプロレス団体WARでのリングアナウンサーを経て、1999年、佐山聡主宰の格闘技団体「掣圏道」に入門しプロレスラー転向を目指すが断念。中古車販売店でアルバイト、長距離トラックの運転手、スポーツジムのインストラクター、鳶職人、アジア料理レストランの店長などを経験したのち芸能界復帰。大型2種免許等、大型自動二輪、玉掛けなど数々の免許を取得。
『週刊新潮』2008年10月30日号では、“「加勢大周」逮捕の陰で「新加勢大周」バイト暮らし”の表題で報じられている。今でも加勢と混同されドラッグのことを聞かれて迷惑している、と語っている。
2005年4月、有限会社ハッピープロモーションで芸能活動再開。
2008年4月、松竹芸能に移籍。松竹芸能移籍を機にお笑い芸人としての活動も開始。
2008年11月、TBS系『悪魔の契約にサイン』の企画により「大旗 一生（だいき いっせい）」に改名。改名は当番組内のみでの企画であった。
2009年7月、松竹芸能を自ら退社してフリーとなる。
2010年9月12日、TBS系のクイズ番組『クイズ☆タレント名鑑』に出演。探偵業もしてるという。また工藤兄弟とは当時は仲が悪かったが和解したという。結婚して子供もいたが離婚。
2010年12月1日の『笑っていいとも!』のコーナー「あなたの（おそらく）知らない世界」に探偵業の回で出演。ネームプレートには「坂本一生」と記載された。探偵業については、2011年6月末日をもって閉鎖している。
2011年3月の東北地方太平洋沖地震の際、水戸市内にある友人の経営する会社の敷地内にて、水戸市内災害特設本部をいち早く設立し地域住民と力を合わせ救援活動をし一躍有名になる。前日に友人の自宅を訪れ、翌日に被災していた。
2011年7月 株式会社アシストリンクの役員に就任。「便利屋!お助け本舗」取締役並びに東京杉並店代表として活動していたが、2015年3月に退社。本人が語る退社理由は、「以前からテレビ出演のたびにアピールしていた年収（2000万円）とエピソードのほとんどは、会社から渡された想定問答集に沿った捏造されたものであった。番組や記事を見てフランチャイズに加盟した人たちに対し自らの責任の重さを痛感していたが、（自身は出演及び収録に関わっていない）NHK『ドキュメント72時間』で取材を受けた『便利屋お助け本舗』が、今回も番組でやらせを行なっていたのを知り辞表を提出した」とのこと。
2017年6月、地元の千葉県八千代市に、完全プライベート型パーソナルジム「坂本一生スポーツジム」設立。
2018年8月現在は離婚歴2回のいわゆるバツ2で独身である。
2023年、経験人数が4桁を超えている事を認める。

## 出演

### テレビ
- 第1942回お笑いウルトラクイズ（日本テレビ）
- 浅草橋ヤング洋品店（テレビ東京）
- 筋肉番付（TBS）
- 史上最強1000問対決!クイズで敵をぶっつぶせ!CRASH（フジテレビ）
- イマだ!タレント再生工場 「ノムさん」（フジテレビ）
- ダンドリ。〜Dance☆Drill〜（フジテレビ）
- クイズプレゼンバラエティー Qさま!!（テレビ朝日）
- フェイク・オフ〜完全なる相関図〜（フジテレビ）
- お笑いワイドショー マルコポロリ!（関西テレビ）
- ラジかるッ（日本テレビ）
- ますだおかだ角パァ!（ABC）
- 神さまぁ〜ず（TBS）
- さまぁ〜ず式（TBS）
- 復活の日（TBS）
- カンニングの恋愛中毒（GyaO）
- 悪魔の契約にサイン（TBS）
- クイズ☆タレント名鑑（TBS）
- 笑っていいとも!（フジテレビ）
- 未確認ジャッジバトル ブラックORホワイト（2011年7月7日、TBS）
- 情報ライブ ミヤネ屋（（2011年8月12日、日本テレビ）
- 中居正広の怪しい噂の集まる図書館（2012年2月7日、テレビ朝日）
- いきなり!黄金伝説。（2012年6月17日、テレビ朝日）
- スクール革命!（2012年8月19日、日本テレビ）
- 朝生ワイド す・またん!（2014年1月27日、ytv）
- 爆報！THEフライデー（2015年2月27日、TBS）
- 5時に夢中!（2019年12月4日、TOKYO MX）

### オリジナルビデオ
- 仕切り屋五郎（1995年）
- 東京夜暴動 喧嘩の花道 東京番外篇 工藤兄弟VS坂本一生（1998年）

## CD
- 人生DO真中（1995年8月19日）
オリジナルビデオ「仕切り屋五郎」主題歌。東真人（現・東真司）と組んでリリースしたシングル。
- カンニングの恋愛中毒 小沢くんスペシャル（2009年8月25日）

### イベント
- LIVE UFO（1993年）
- おなやみ相談フェスティバル（2015年4月4日）